# Крушец
Крушец је археолошки локалитет који се налази на територији општине Пећ, у месту Крушец. Датује се у период између 2. и 6. века. Налазиште припада античком и рановизантијском периоду.